# フランス国立図書館
フランス国立図書館（フランスこくりつとしょかん）（仏: Bibliothèque nationale de France、略称：BnF）は、フランスのパリを中心とした国立図書館である。1367年にシャルル5世によって創立された王室文庫 (Bibliothèque du Roi) を起源とする。フランス革命により国立図書館 (Bibliothèque Nationale) となり、以後帝政期には帝国図書館 (Bibliothèque Impériale) などとも呼ばれたが、1994年に現在の名称であるフランス国立図書館となった。
1区パレ・ロワイヤル北側至近に位置し、2区リシュリュー通りにあるリシュリュー館（旧館）を母体とし、2014年現在は7つの施設で構成される。その中でも1994年に完成した13区のベルシー地区（トルビアック地区）にあるフランソワ・ミッテラン館が中心的な施設となっている。このほか、世界中から閲覧できる電子図書館「ガリカ」も運営している。現在も有効な1537年の法令により、フランス国内で出版される全ての印刷物は、必ず1部この図書館に保存されることになっている。図書館には1000万を超える書籍と35万束の手稿・写本に加え、地図、コイン、文書、版画、レコードなどが所蔵されている。

## 歴史

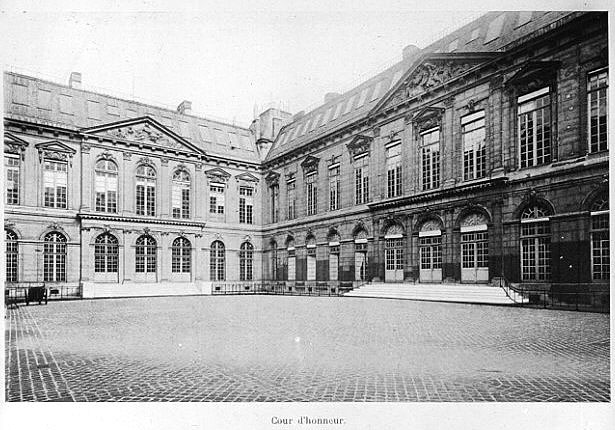
リシュリュー通り旧館の19世紀または20世紀初頭の様子

### 王家の図書館
フランス王室の図書室はルイ9世（聖王）まで遡ることができ、それ以前のカール大帝の息子、ルイ敬虔王所蔵の写本も現存するが、一般にはシャルル5世の収書が国立図書館の起源とされる。しかしフランス革命以前の図書館は王の個人的な蒐集物であり、現在の開かれた図書館ではなく、また相続により蔵書が散逸することもあった。
シャルル8世はイタリア戦争により、アラゴン王家から蔵書を没収し、次代のルイ12世も戦争で没収した書物で図書館を大きくした。フランソワ1世は、さらに1544年ルイ12世が創設したブロワ図書館から1890冊の図書をフォンテンブローに運ばせて、ヨーロッパ随一の図書館を造った。ギリシア学者ギヨーム・ビュデを司書長にE.ロッフェを製本師長に任命したフランソワ1世は、1537年モンペリエの勅令で印刷本の納本制度を作って領土内で印刷された本を集め、現在の図書館における基礎を確立した。納本制度の主要な目的は現在では出版物の保存にあるが、当時は検閲を目的としていた。

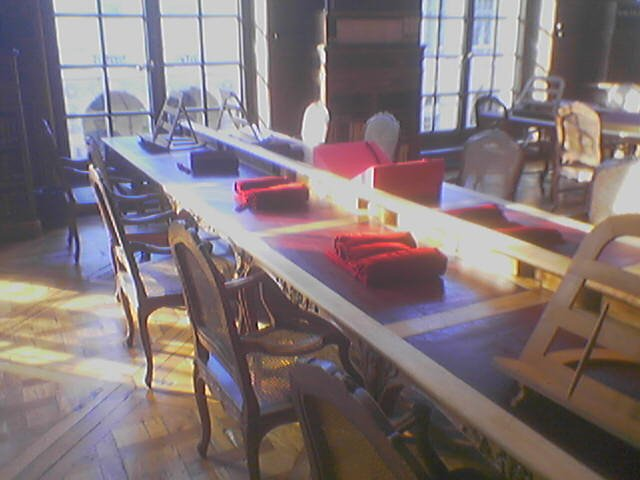
リシュリュー通り旧館の手稿閲覧室

フランソワ1世の嗣子アンリ2世も立派な装幀を愛する集書家であった。続くシャルル9世、アンリ3世は集書に関心を示さなかったが、シャルル9世はフォンテンブロー宮殿の図書をパリに移した。アンリ4世はカトリーヌ・ド・メディシスの古写本の収集を王室図書館に加え、サン・ドニ修道院からカール禿頭王所蔵であった聖書を買っている。
ルイ14世とジャン＝バティスト・コルベールも集書に努力し東洋の写本、文献も集まるようになった。1667年には12万点もの版画を購入し収めている。『千夜一夜物語』の翻訳で知られるアントワーヌ・ガランらの蔵書も王室図書館に入った。1684年から1718年に死ぬまで図書館を管理したルーボア神父は写本300冊を遺贈し、1719年にはクロード・ソメーズのノートと写本630、エティエンヌ・バリューズの集めた写本957、古文書700、手稿7笥が購入された。コルベールの造った東インド会社は1723年中国から漢籍1800部を7箱に詰めて贈ったという。フランス革命前には刊本の蔵書は15万冊以上となっていた。

### フランス革命
フランス革命で修道院や亡命貴族の蔵書が没収され、パリで9か所ほど設けられた場所に集められ、その膨大な写本、図書が王立から国立となった図書館に入ったが、1792年家系図を含む文書はヴァンドーム広場で焼かれ、3500箱のうち残ったのは1500箱であったといわれる。東洋学者シルヴェストル・ド・サシはポアリエ師と協力しサン・ジェルマン・デ・プレ教会の蔵書から東洋語写本880、ギリシア語写本400、ラテン語写本1800を含む9000点とベネディクト会修道士の手稿や使った文献を国立図書館に入れた。
革命後、学士院はベネディクト会のサン・モール会の学僧の仕事を継続しようとして専門家の不足に気づき、集まった膨大な古文書の整理をするためもあり、専門家の養成のため古文書学校を開くことをナポレオン・ボナパルトに願い出た。1807年の勅令がモスクワ遠征途上から出されたが、政治の混乱で実現は1821年の王令を待たねばならなかった。設立された古文書学校からは多くの書誌学者、歴史家、文献学者が育ち、国立図書館の整備も進んだ。
第一次世界大戦後の1926年、不況下で財政難であったことにより、図書館は独立採算制となる。この状況を乗り越えるため当時の館長ロラン・マルセルは、アルスナル図書館やマザラン図書館、サント・ジュヌヴィエーヴ図書館などと「国立図書館連合」を形成した。この連合体はオペラ座図書館、国立高等音楽院（コンセルヴァトワール）図書館などの新規加入や、マザラン図書館の脱退などありながらも1977年まで存続した。

### フランス国立図書館

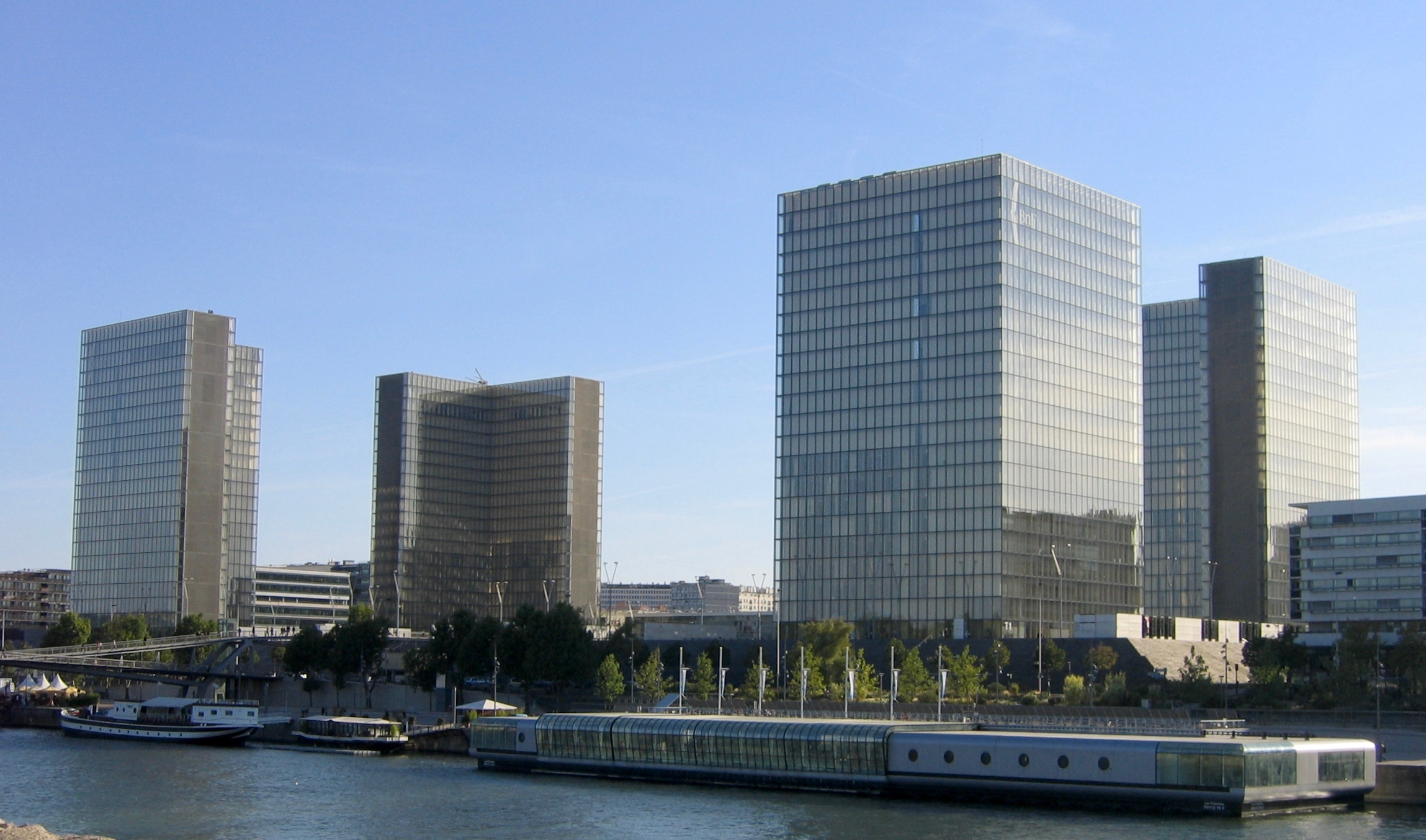
フランソワ・ミッテラン館（新館）

1980年代、フランソワ・ミッテラン大統領はルーヴル美術館大改造、新オペラ座建設（オペラ・バスティーユ）、グランダルシュ建設など、巨大な文化施設を複数建設しパリの面目を一新するパリ改造計画、「グラン・プロジェ（Grands projets）」を立ち上げた。1988年7月14日、フランス革命記念日の演説で、ミッテランはルーヴルやオペラ座など先行する事業に続き、手狭になった国立図書館の問題に対し、新図書館を建造して世界最大の規模に拡大する計画を発表した。1989年10月に新フランス図書館計画を推進する「公施設法人フランス図書館」（Etablissement public de la Bibliotheque de France：EPBF）が創設された。旧国立図書館から新図書館への蔵書の分割・移転には不満の声が上がり、旧国立図書館とEPBNの間で対立が起きた。この問題に対し文化大臣のジャック・ツボンは両者と協議を重ね、両機関統合の合意を得た。1993年12月22日の閣議により、両機関を統合し、名称も「フランス国立図書館」（BnF）とすることを正式決定した。新館の完成は1994年である。

## 施設
フランス国立図書館は、5つの図書館と2つの保存・修復施設の合計7つの施設で構成される。

### リシュリュー館（旧館）
リシュリュー通りの旧館は、アンリ・ラブルーストとジャン＝ルイ・パスカルの設計で1854年に着工し1875年に完成した。
連続する丸天井で印象的な現在の印刷本閲覧室は、1868年に公開されたものである。印刷本カタログは1897年から刊行されている。毎年増える蔵書のためヴェルサイユに別館が置かれ、種々の改革が1930年代にＪ・カンが作った改革案を基礎に進められている。
現在、旧館には国立図書館のうち版画・貨幣などのデパルトマンと、古文書学校附属図書館、国立美術史研究所の3館が入居している。

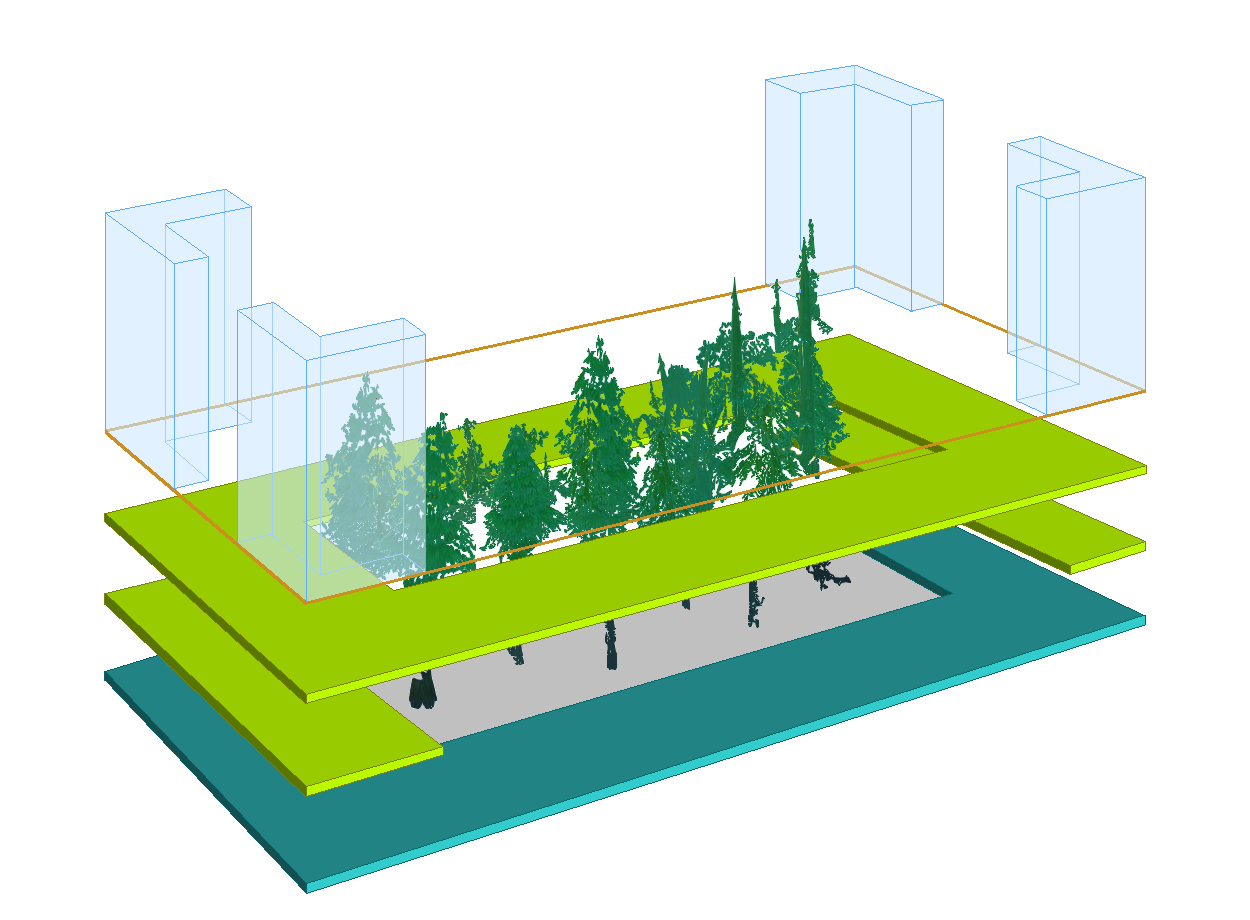
ドミニク・ペローによるトルビアック地区の新図書館プラン

### フランソワ・ミッテラン館（新館）
新しい図書館建設にあたっては、複数の建築に分散していた部門をすべて入居させあらゆる分野の知識を集めること、あらゆる人々が立ち寄りやすいようにすること、当時の先端の通信技術を使用することで遠隔地からでもデータにアクセスできるようにすること、国内や欧州の他の図書館とも連携することが意図された。1989年7月、244チームが参加した建築設計競技（コンペ）の結果、イギリスのフューチャー・システムズ、イギリスのジェームズ・スターリング、フランスのドミニク・ペロー、フランスのフィリップ・シェとジャン・ピエール・モレルの4案が優秀賞、ジャン・ヌーヴェル案とレム・コールハース案が特別賞となった。英仏対決の様相を呈したコンペは、ミッテラン大統領の採決によりドミニク・ペローの案が採用される結果となった。美術におけるミニマリズムの影響を強く受けたペローの設計案の勝利は、装飾の復活や過去の建築様式の引用などにぎやかな外観を呈したポストモダン建築の流行を終わらせるインパクトがあった。
国立図書館の新館建物は1994年に完成したが、リシュリュー通りの旧館などからの1000万冊を超える書籍や資料の移転作業が続き、一般に公開されたのは1996年12月20日である。この図書館のセーヌ川に面したクールな姿は、さびれたベルシー地区の様相を一変させた。
新しい図書館は長方形の敷地の片側に「本を開いて立てたような」L字型の、高さ100mのガラス張り超高層ビルが4棟向かい合い、4棟の総延長は400mに達する。中央に長方形の中庭が掘り込まれ、周囲を地下閲覧室が囲んでいる。また敷地の残りの部分は大きなエスプラネードとなって来館者を迎え入れている。4棟の高層ビルの内部はほとんど書庫であり、一部は各部門の事務所に使用されている。書籍や資料を日光から守るため、各窓には木製の開閉式のボードが取り付けられている。
ミッテラン大統領の死後、新館はフランソワ・ミッテラン館と称された。

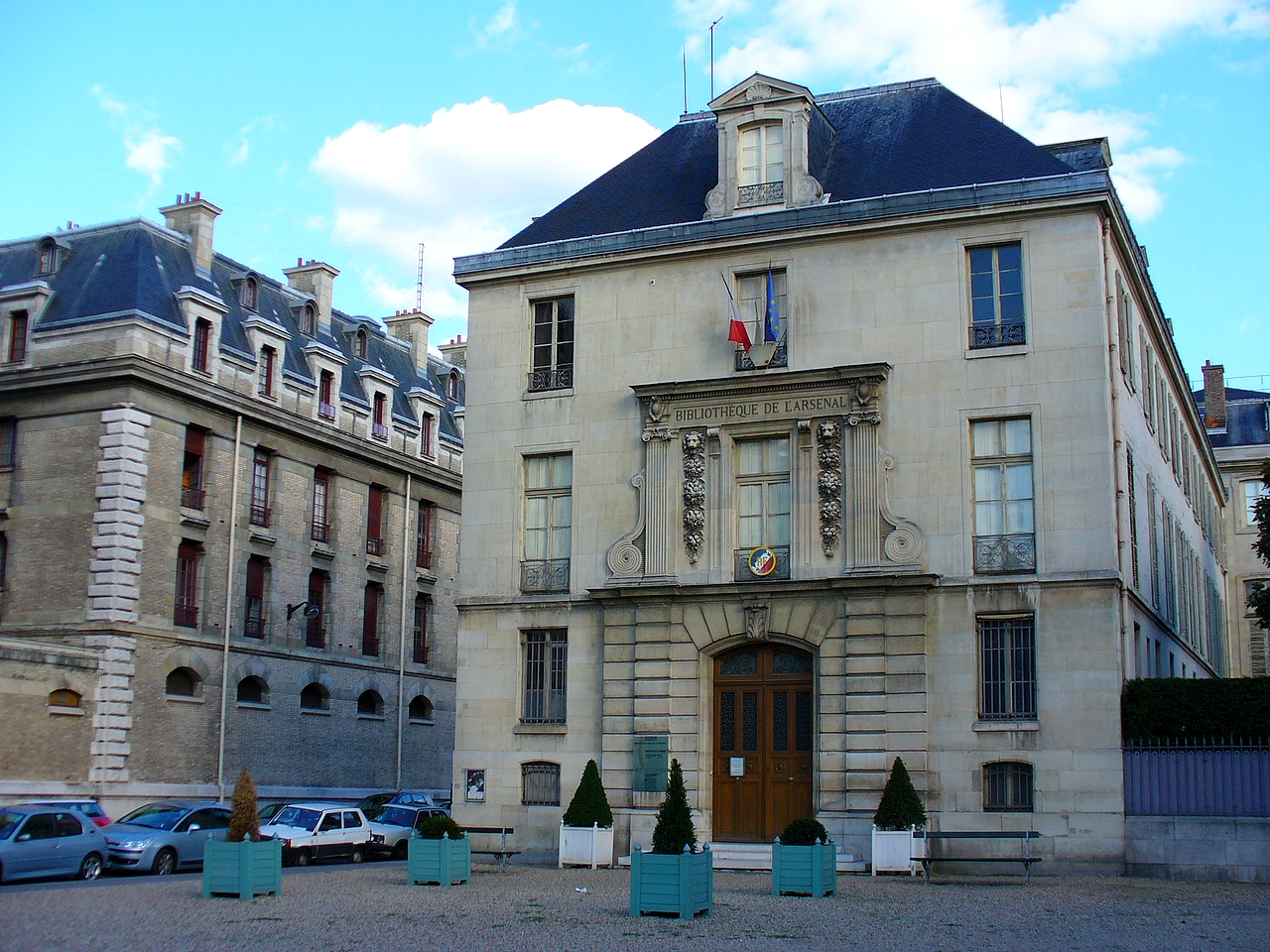
アルセナル図書館

### アルセナル図書館
アルスナル図書館はポルミー侯アントワーヌ＝ルネ・ド・ヴォワイエ・ダルジャンソンが、パリ兵器廠（Arsenal de Paris）に存在したアンリ4世の重臣、シュリー公マクシミリアンの屋敷跡に造った図書館である。アルセナル図書館は後にアルトワ伯爵（後のシャルル10世）に売却された。1934年からアルセナル図書館は国立図書館に所属している。

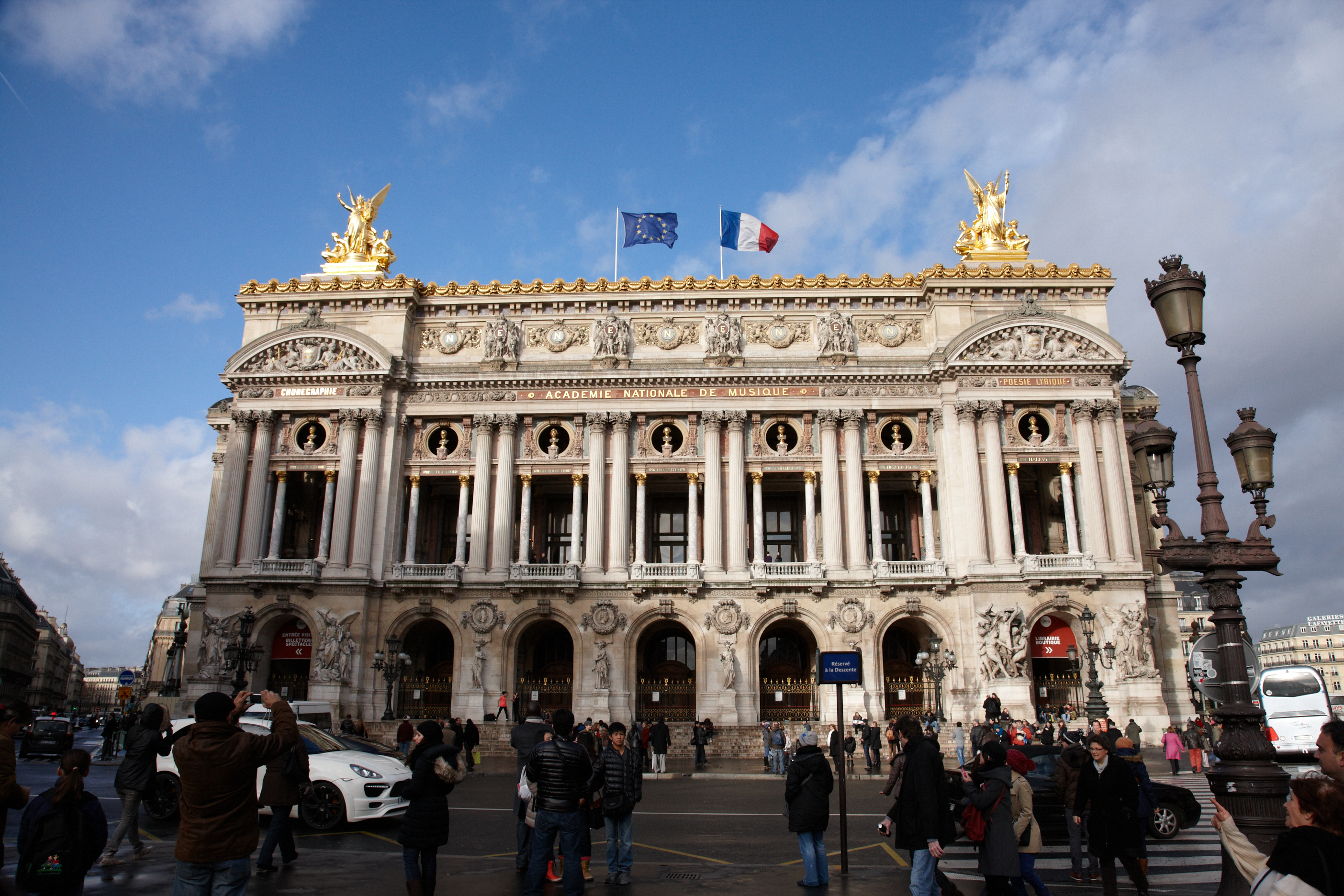
オペラ座

### オペラ座図書館・博物館
1861年に新オペラ座の図書館として設立。その後1935年に国立図書館所属となる。

### ジャン・ヴィラール記念館
ジャン・ヴィラール財団、アヴィニョン市、フランス国立図書館、文化・通信省の4者による運営である。1979年に財団と市、国立図書館の3者により設立された。

### ブシー=サン=ジョルジュ技術センター
印刷物と音声・映像に関する所蔵物の保存・修復を行っている。建屋はフランソワ・ミッテラン館をデザインしたドミニク・ペローによるものである。

### ジョエル＝ル＝トゥール技術センター
サブレ＝シュル＝サルトにある18世紀初頭に建てられた城に存在する。古くは書物の保存に使われていたが、現在はあらゆるものの保存に使用されている。

## 電子図書館「ガリカ」
ガリカ（Gallica）はフランス国立図書館の電子図書館として1997年10月に設立された。ミッテラン大統領の新図書館構想の柱として、資料のデジタル化とリモートアクセスの実現が存在し、ガリカはその構想の下に設立された。2014年12月の時点で資料数は300万点以上となっている（図書約55万点、地図約7万点、写本約4万点、イラスト約100万点、定期刊行物・雑誌約140万点、楽譜約1万点）。著作権の期限が切れ、パブリックドメインとなっているものはオンラインで全ページが閲覧可能なものも多い。iPhone、iPad、Android用のアプリも無償提供されている。

## 部署
フランス国立図書館には、それぞれ「デパルトマン」と呼ばれる14のセクションが存在する。1720年にジャン＝ポール・ビニョンが、刊本、写本、系譜、版画、メダルの5つの部門に分けたのが始まりである。映像作品や音楽作品、ビデオゲームなど所蔵対象の移り変わり、媒体の変化により、セクションも変わってきた。
2014年現在は、演劇、アルスナル図書館、法および政経、ジャン・ヴィラール記念館、古銭・骨董、人文哲学および歴史、科学・技術、音声・映像、地図、写真、文芸、写本、音楽、オペラ座図書館、書誌学、希書保管の14種類のデパルトマンがある。

## 分類
印刷本と写本のカタログはニコラ・リゴーが中心となって1622年に作ったが、写本カタログは1645年にデュピュイ兄弟が増補改定し、ニコラ・クレマンがその後の基礎となる分類を作った。クレマンは刊本について主題を基に大きく5つに分け、それぞれラテン語のアルファベット23文字の記号をつけた。神学をA-D、法律をE-F、歴史をG-Q、科学（工学）と芸術をR-V、文学をX-Zに割り振った。この分類法は1996年まで利用された。クレマンの番号では1-1636が東洋語写本、1801-3538がギリシア語写本、3561-6700がラテン語写本、6701-10542がフランス語および近代ヨーロッパ語写本で、ポーラン・パリスの『王室図書館写本解題（Les Manuscrits françois de la Bibliothèque du roi）』をはじめ、多くの19世紀の研究書はクレマンの整理番号を使っている。これは19世紀末に新しい番号に再整理された。

## 交通
- フランソワ・ミッテラン図書館 : メトロ14号線ビブリオテーク・フランソワ・ミッテラン駅下車